# T-62
T-62 nebo Objekt 166 (rus. Объект 166) byl sovětský hlavní bojový tank používaný v 60. a 70. letech 20. století. Do konce 70. let představoval spolu s T-54/55 základní výzbroj sovětských tankových vojsk. Vznikl modernizací konstrukce T-55 mj. instalací 115mm kanónu ve větší věži a prodloužením korby. Vozidlo nepředstavovalo velký pokrok v konstrukci sovětských tanků a bylo zanedlouho nahrazeno tanky T-64 a především T-72.

## Vznik a vývoj

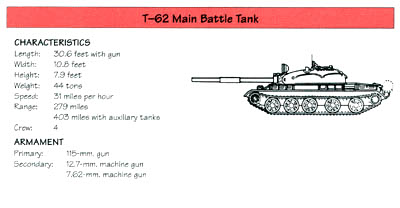
Identifikační prospekt americké armády s tankem T-62

V polovině 50. let 20. století bylo jasné, že tanky T-55 bude třeba nahradit modernější konstrukcí. Tuto potřebu urychlily snahy Francie a NSR v produkci vlastní tankové konstrukce, která později vyústila do tanku Leopard 1. Ve stejné době se objevilo nebezpečí v důsledku příchodu západních tanků M60 Patton a Centurion. Především nový 105mm kanón západních tanků (Centurion, M60, Leopard 1) vzbuzoval v sovětských ozbrojených složkách velké obavy.
Modernizací T-55 byl pověřen OKB-520 v Nižním Tagilu, který připravil nový prototyp tanku označeného jako Objekt 165 s novým 100mm (později označovaný jako T-62A) a Objekt 166 se 115mm kanónem. Stroj měl hmotnost 37,5 t a čtyřčlennou posádku (řidič, velitel, střelec, nabíječ). Od T-55 se lišil prodlouženým trupem a větší věží, do které se vešel nový 115mm kanón U-5TS s hladkým vývrtem a stabilizací. Byl to první sériově vyráběný tank na světě s kanónem s hladkým vývrtem hlavně. Mezi lety 1961 a 1975 vyrobili v Uralvagonzavodu ne méně než 20 000 ks těchto tanků.
Později byl postupně nahrazen výrazně modernějšími typy, ale na bojišti byl ruskou armádou využíván z důvodů masivních ztrát na armádní technice ve velkých počtech i v průběhu ruské invaze na Ukrajinu 

## Nasazení

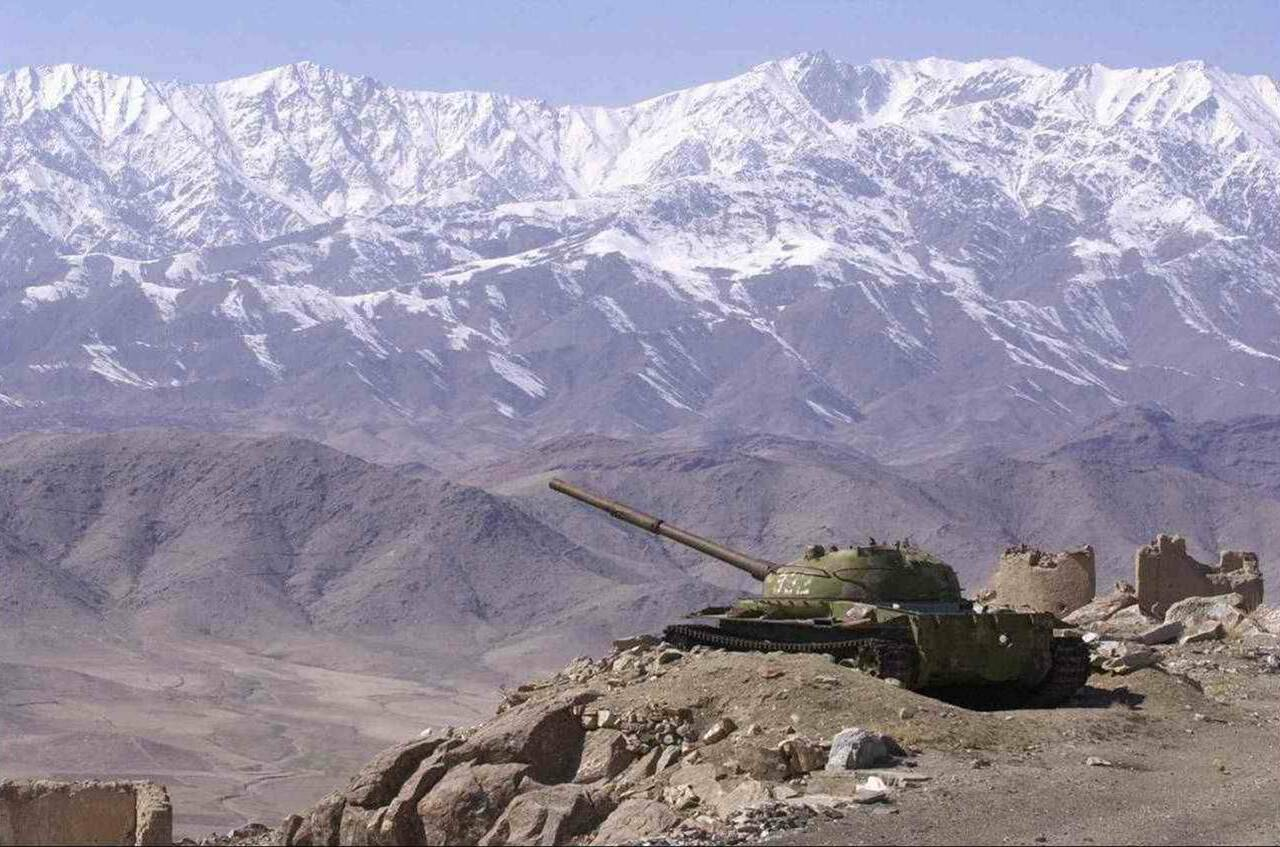
T-62 sovětské 40. armády opuštěný v Afghánistánu.

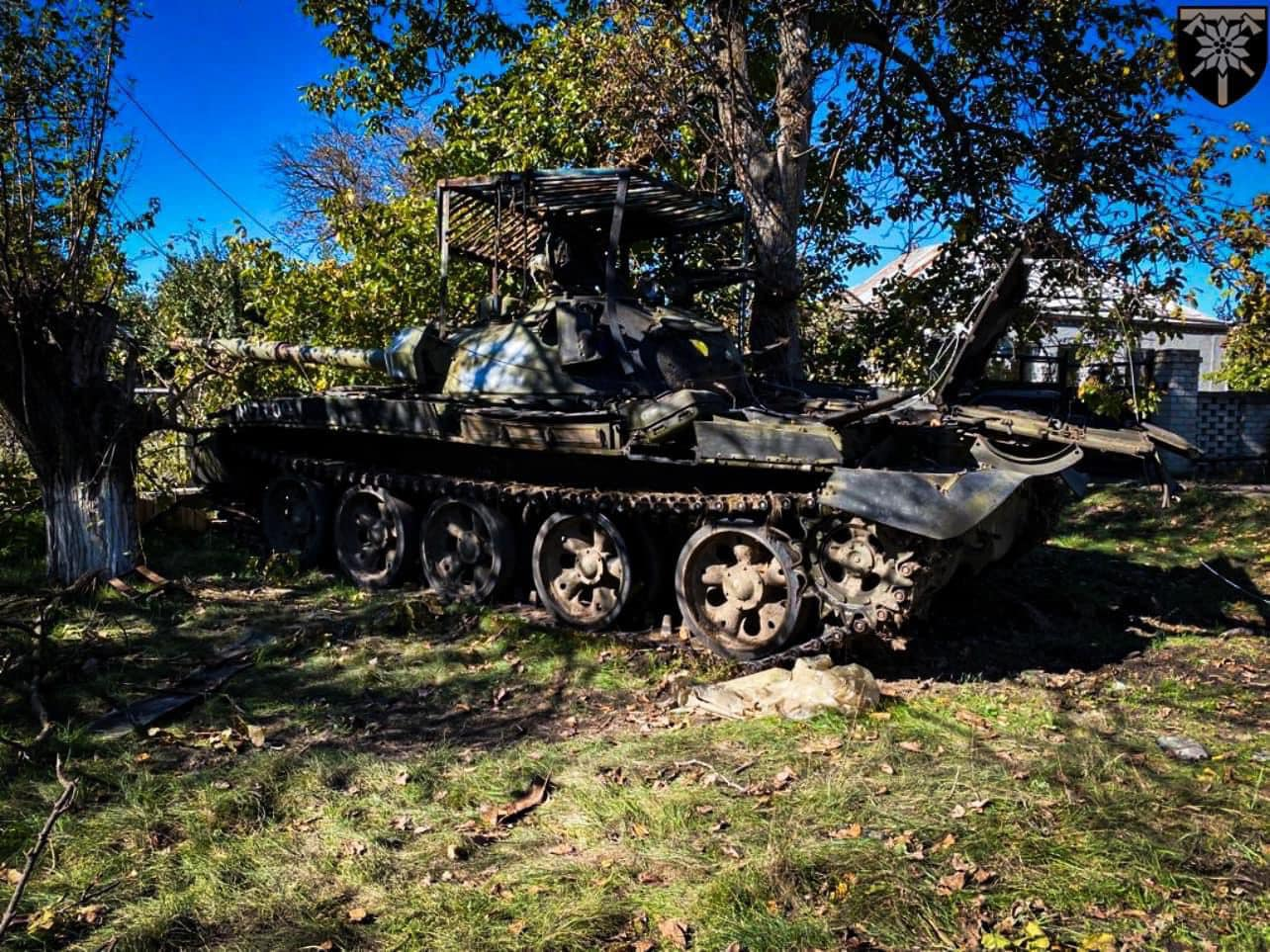
Ruský T-62M ukořistěný ukrajinskou armádou během Chersonské protiofenzívy v roce 2022.

Celkově se tank příliš neosvědčil, představoval jen nepatrné zlepšení oproti svým předchůdcům. Většina států Varšavské smlouvy si tedy ponechala stroje T-54/55, i kvůli vysoké ceně T-62. V sovětské armádě tank sloužil od roku 1961 a během války v Afghánistánu představoval hlavní tank sovětských jednotek. Během Irácko-íránské války si irácké T-62 vedly poměrně dobře. Spolu s T-54/55 se na počátku r. 1981 zúčastnily největší tankové bitvy této války, kdy (podle iráckých zdrojů) vyřadily 200 nepřátelských Chieftainů a Pattonů při ztrátě 50 vlastních strojů. Zbylé íránské tanky se stáhly.
Během Jomkipurské války představovaly egyptské a syrské T-62 zdatného soupeře izraelským tankům Patton a Centurion vyzbrojeným 105mm kanóny. T-62 lépe skórovaly v nočním boji. Sýrie přišla o stovky těchto tanků, které Izrael zařadil do své výzbroje pod označením Tiran-3. Později bylo okolo 120 z nich modernizováno a přeznačeno na Tiran-6.
Izrael několik ukořistěných T-62 poslal americké armádě a západoněmeckému Bundeswehru. Ty byly otestovány, což pomohlo při vývoji účinnější protitankové munice a 120mm kanónu tanku Leopard 2.
Zastaralé tanky T-62 ze zakonzervovaných zásob byly z důvodů enormních ztrát ruské těžké techniky nasazeny při ruské invazi na Ukrajinu v květnu 2022. Nejprve byly nasazovány jako statická obrana, ale s postupujícím ztrátami způsobenými ukrajinskou armádou i v přímém nasazení s posádkami mobilizovaných branců. Podle zpráv z října 2022 ruská armáda plánuje v následujících 3 letech reaktivaci a modernizaci až 800 kusů T-62. Ruská vojska do října v bojích ztratila čtyři desítky strojů, z nichž část padla do rukou ukrajinských ozbrojených sil. Pro vylepšení obrany na moderním bojišti byly tanky upravovány masivní vnější plechovou konstrukcí pro kterou byly takto upravené tanky přezdívané "želva" nebo "pojízdná rakev"  , jelikož i přes tyto úpravy jsou ztráty zastaralých tanků při útoku proti moderním zbraním ukrajinské armády naprosto fatální 

## Varianty

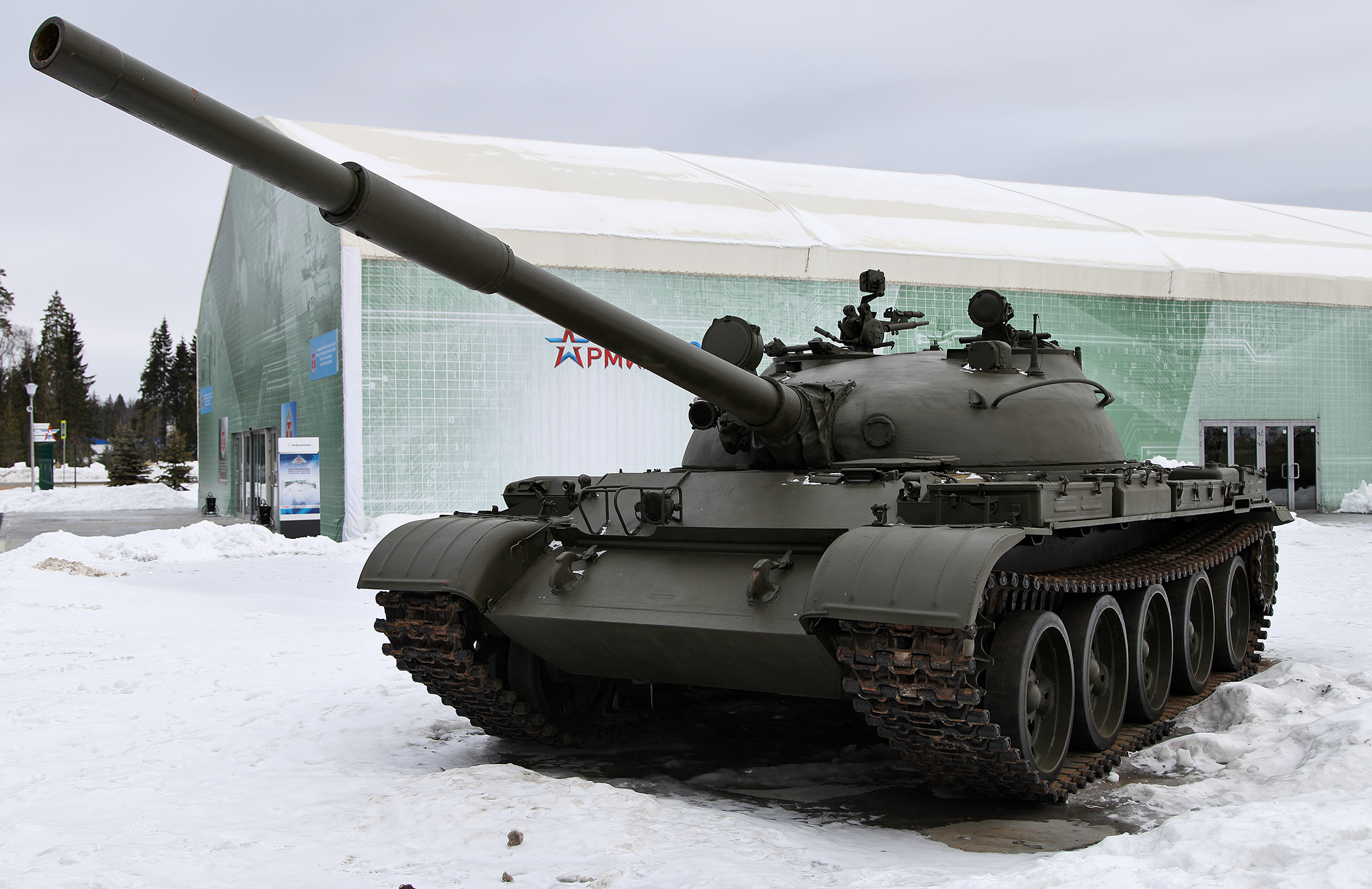
T-62 na veřejné expozici ruských pozemních sil, 2015.

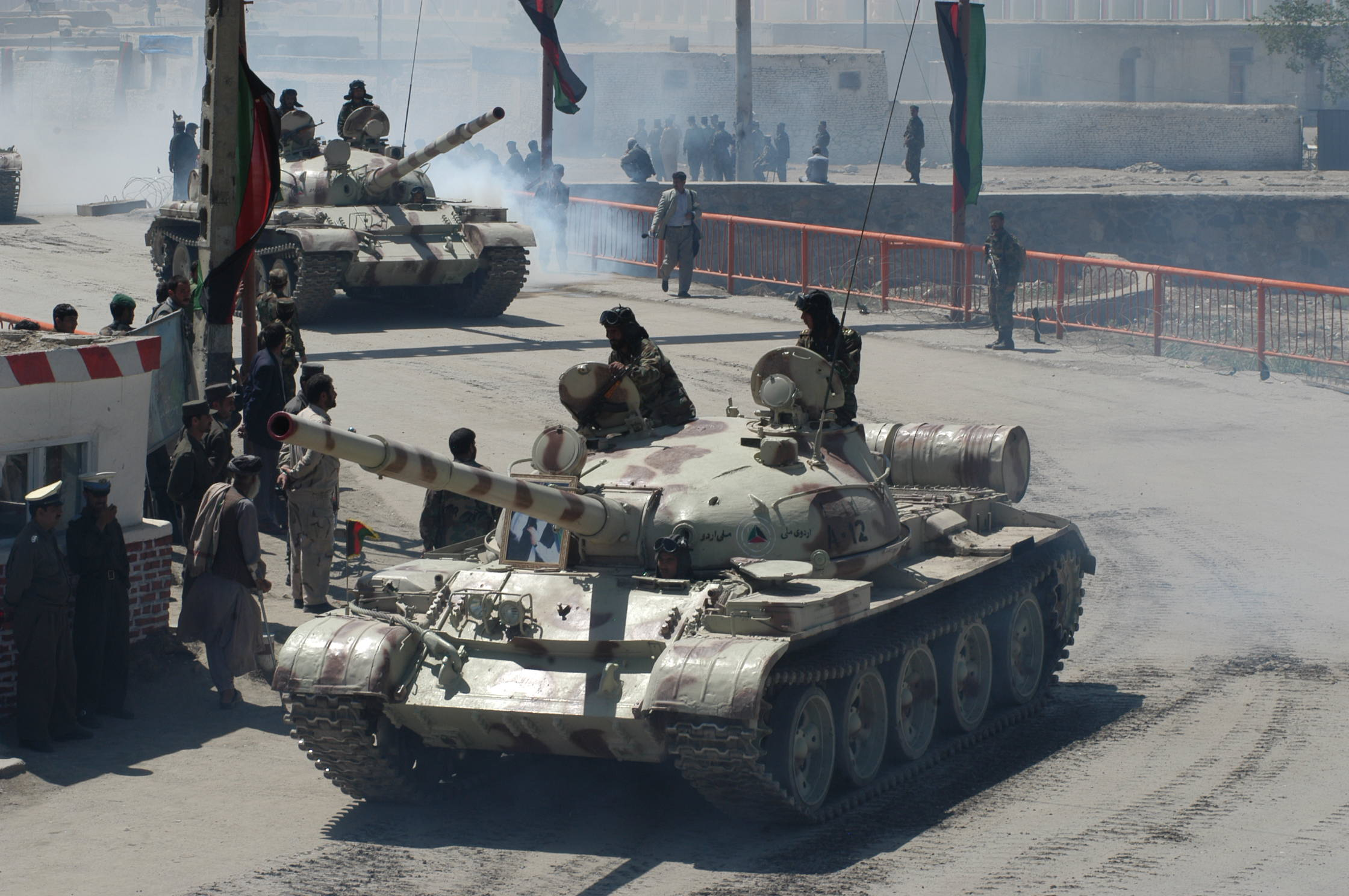
T-62 afghánské armády v Kábulu, 27. dubna 2004

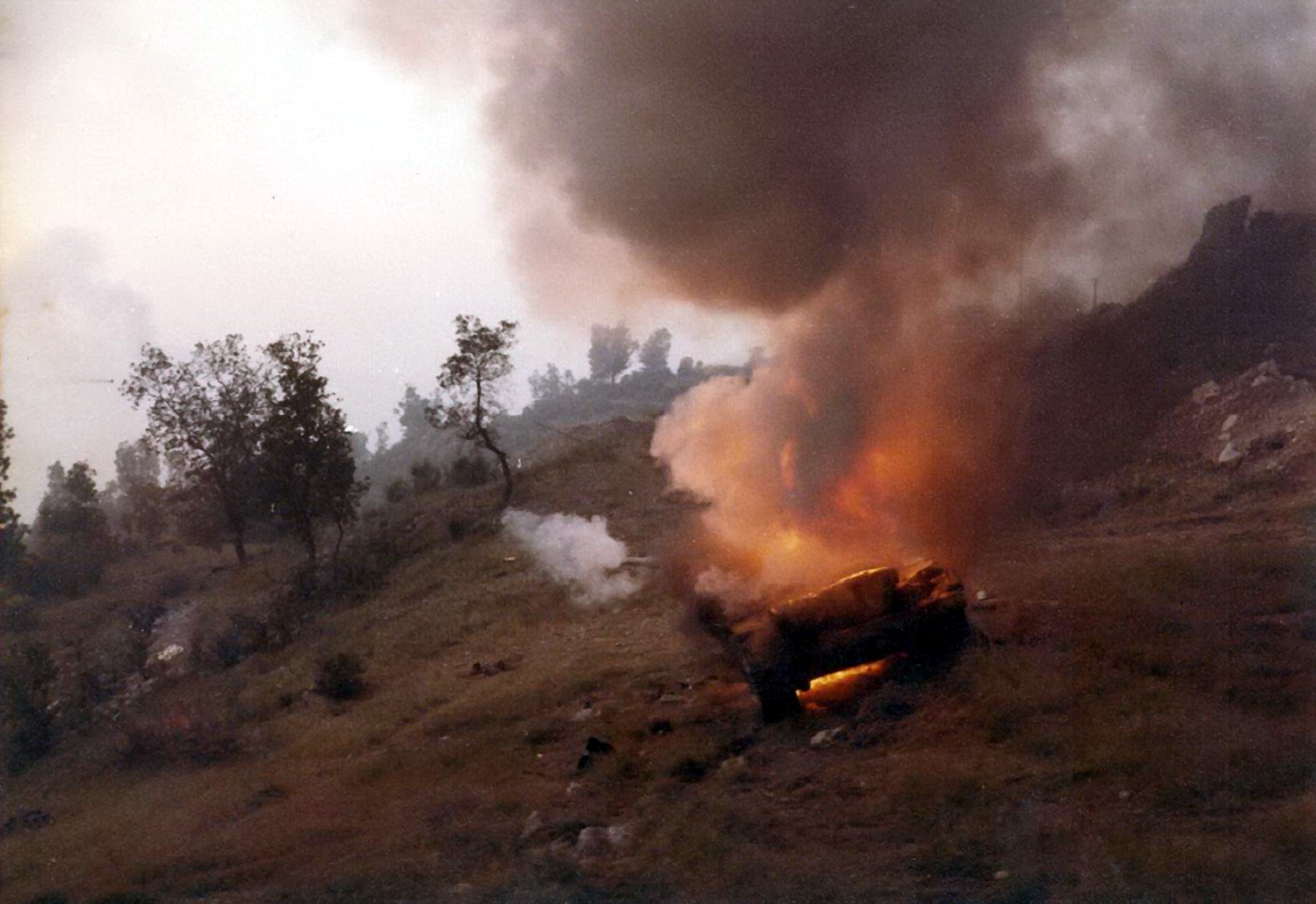
Hořící syrský T-62 během války v Libanonu roku 1982 poblíž Jezzine

### T-62 model 1961 (Objekt 166)
Základní verze tanku vyvinutá v roce 1961 a ve výrobě od roku 1962 vyvinutá z tanku T-55. Oproti svému předchůdci byl tank vyzbrojen kanónem s hladkým vývrtem hlavně ráže 115 mm U-5TS. T-62 je prvním tankem na světě, který disponuje dělem s hladkým vývrtem hlavně. Věž měla větší průměr, kanón automaticky vyhazoval nábojnice pomocí dvířek, která se nacházela na zadní straně věže. Korba byla o 386 mm delší a 27 mm vyšší než u T-55.

### T-62A (objekt 165)
Tank T-62 vyzbrojený 100mm kanónem D-54TS, vyvíjen současně s T-62 a do výzbroje zařazen v roce 1961. Pouze malá série, celkem bylo vyrobeno 25 kusů této varianty.

### T-62 model 1967 (Objekt 166)
Upravená verze T-62, sériově vyráběná od roku 1967, z krytu motorového prostoru odstraněny poklopy pro přístup k motoru.

### T-62 model 1972 (Objekt 166)
Upravená verze T-62 vyráběna od roku 1972, poklop nabíječe vybaven držákem pro umístění protiletadlového kulometu DŠKM 38/46. Od roku 1975 jsou tanky vybavovány i laserovým dálkoměrem KTD-1 / KTD-2.

### T-62K
Velitelský tank vyráběný od roku 1964 do 1973. Doplněna radiostanice R-112 s anténami, tanková navigační aparatura TNA-2 a elektrocentrála AB-1-P / 230. Počet munice byl snížen na 36 nábojů, kvůli uvolnění prostoru pro komunikační vybavení.

### T-62M (Objekt 166M)
Modernizace vyráběná od roku 1983. Modernizace spočívá ve zvýšení palebných možností a ochrany tanku. Tank je vybaven pasivním přídavným pancířem věže a korby, spolu s protiminovou ochranou dna. Stejně je zlepšená i protineutronová ochrana. Tank je vybaven systémem řízení palby „Volna“ (laserový dálkoměr KTD-2, balistický počítač BV-62, zaměřovač TŠSM-41U) a systémem PTŘS 9K116-1 Šeksna. Zvýšenou hmotnost tanku kompenzuje výkonnější motor V-55U. Vozidla jsou vybavena protiletadlových kulometem DŠKM nebo NSVT.

### T-62MK
Modernizovaný velitelský tank na úroveň T-62M. Modernizace probíhaly v rámci GO v opravárenských podnicích Sovětské armády.

### T-62M-1 (Objekt 166M-1)
Modernizované tanky od roku 1983. Modernizace spočívá ve zvýšení palebných možností a ochrany tanku. Tank je vybaven pasivním přídavným pancířem věže a korby, spolu s protiminovou ochranou dna. Je stejně je zlepšená protineutronová ochrana. Tank je vybaven systémem řízení palby „Volna“ (laserový dálkoměr KTD-2, balistický počítač BV-62, zaměřovač TŠSM-41U) a systémem PTRS 9K116-1 Šeksna. Zvýšenou hmotnost tanku kompenzuje výkonnější motor V-46-5M. Vozidla jsou vybavena protiletadlových kulometem DŠKM nebo NSVT.

### T-62M1 (objekt 166M1)
Modernizované tanky od roku 1983. Modernizace spočívá ve zvýšení palebných možností a ochrany tanku. Tank je vybaven pasivním přídavným pancířem věže a korby, spolu s protiminovou ochranou dna. Je stejně je zlepšená protineutronová ochrana. Tank je vybaven systémem řízení palby „Volna“ (laserový dálkoměr KTD-2, balistický počítač BV-62, zaměřovač TŠSM-41U) a systémem PTŘS 9K116-1 Šeksna. Zvýšenou hmotnost tanku kompenzuje výkonnější motor V-55U. Vozidla jsou vybavena protiletadlových kulometem DŠKM nebo NSVT.

### T-62M1-1 (objekt 166M1-1)
Modernizované tanky od roku 1983.
Modernizace spočívá ve zvýšení palebných možností a ochrany tanku. Tank je vybaven přídavným pancířem věže a korby, spolu s protiminovou ochranou dna. Je stejně je zlepšená protineutronová ochrana. Tank je vybaven systémem řízení palby „Volna“ (laserový dálkoměr KTD-2, balistický počítač BV-62, zaměřovač TŠSM-41U). Tank není vybaven systémem PTŘS 9K116-1 Šeksna na rozdíl od verze T-62M1. Zvýšenou hmotnost tanku kompenzuje výkonnější motor V-46-5M. Vozidla jsou vybavena protiletadlových kulometem DŠKM nebo NSVT.

### T-62M1-2 (objekt 166M1-2)
Modernizované tanky od roku 1983. Modernizace spočívá ve zvýšení palebných možností a ochrany tanku. Tank je vybaven přídavným pancířem věže, spolu s protiminovou ochranou dna. Je stejně je zlepšená protineutronová ochrana. Tank je vybaven systémem řízení palby „Volna“ (laserový dálkoměr KTD-2, balistický počítač BV-62, zaměřovač TŠSM-41U). Zvýšenou hmotnost tanku kompenzuje výkonnější motor V-55U. Vozidla jsou vybavena protiletadlových kulometem DŠKM nebo NSVT.

### T-62M1-2-1
Modernizované tanky od roku 1983. Modernizace spočívá ve zvýšení palebných možností a ochrany tanku. Tank je vybaven přídavným pancířem věže, spolu s protiminovou ochranou dna. Je stejně je zlepšená protineutronová ochrana. Tank je vybaven systémem řízení palby „Volna“ (laserový dálkoměr KTD-2, balistický počítač BV-62, zaměřovač TŠSM-41U). Zvýšenou hmotnost tanku kompenzuje výkonnější motor V-46-5M. Vozidla jsou vybavena protiletadlových kulometem DŠKM nebo NSVT.

### T-62D (Objekt 166D)
Instalace prvků aktivní obrany Drozd (APS) na tank T-62, motor V-55U. Pancíř zesílený stejně jako u verze T-62M.

### T-62D-1 (Objekt 166D-1)
Instalace prvků aktivní obrany Drozd (APS) na tank T-62, motor V-46-5M.

### T-62MV (Objekt 166MV)
Modernizace tanku T-62M instalací přídavného dynamického pancíře místo doplňkového pancíře na čelo věže a korby od roku 1985. Část tanků má přídavný pancíř i na bočních stranách korby.

### T-62MV-1
Modernizace tanku T-62M-1 instalací přídavného dynamického pancíře na čelo věže a korby místo doplňkového krunýře. Část tanků má přídavný pancíř i na bočních stranách korby.

### IT-1
Raketový stíhač tanků vyráběný v letech 1968–1970, tento projekt sice byl zařazený do výzbroje Sovětské armády, ale byl velice neúspěšný.
Projevila se jeho nepraktičnost. Ta spočívala především ve specializaci relativně těžkého vozidla na boj pouze s tanky nepřítele, k ničemu jinému se tedy nedalo použít. Proto raději byla dána přednost protitankovým střelám vypouštěným z kanonů klasických tanků. Mezi slabší stránky IT-1 patřila i rozměrnost a hmotnost zbraňového systému, a to nejen samotných raket a potažmo automatického zásobníku raket, ale také naváděcí aparatury, která měla nemalou hmotnost 520 kg. IT-1 ve výzbroji dlouho nevydržely, snad do roku 1973, většina z nich následně byla přestavěna na vyprošťovací vozidla.

### BREM-62
Ukrajinská přestavba na obrněné vyprošťovací vozidlo, vzniklá na základě exemplářů ukořistěných během války s Ruskem.

## Uživatelé
- Afghánistán
- Angola
- Alžírsko
- Bělorusko
- Kuba
- Egypt
- Etiopie
- Irák[14]
- Írán
- Izrael (ukořistěné exempláře)[15]
- Severní Korea
- Libye
- Mongolsko
- Rusko

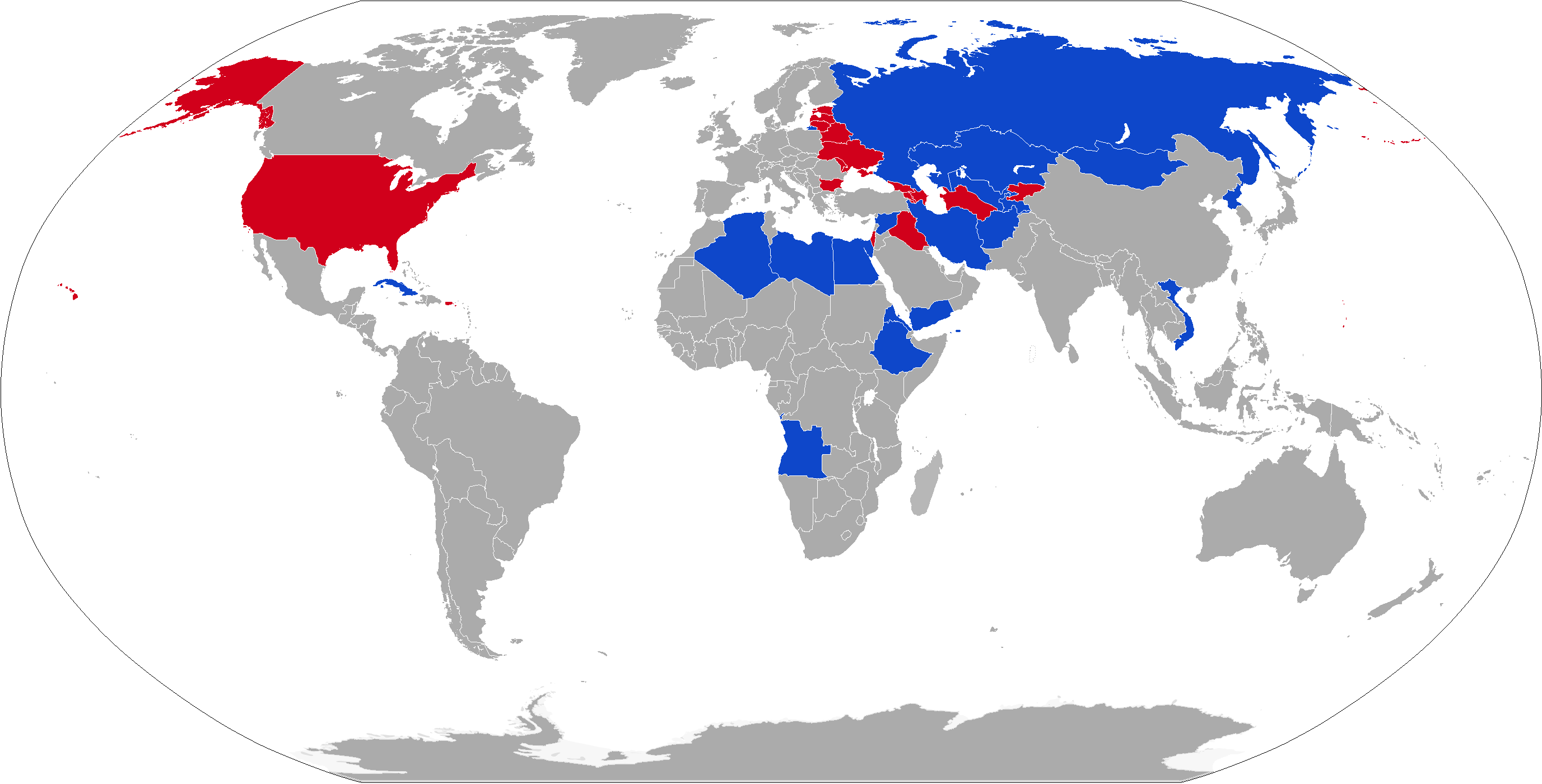
Přehled uživatelů (modře současní, červeně bývalí)

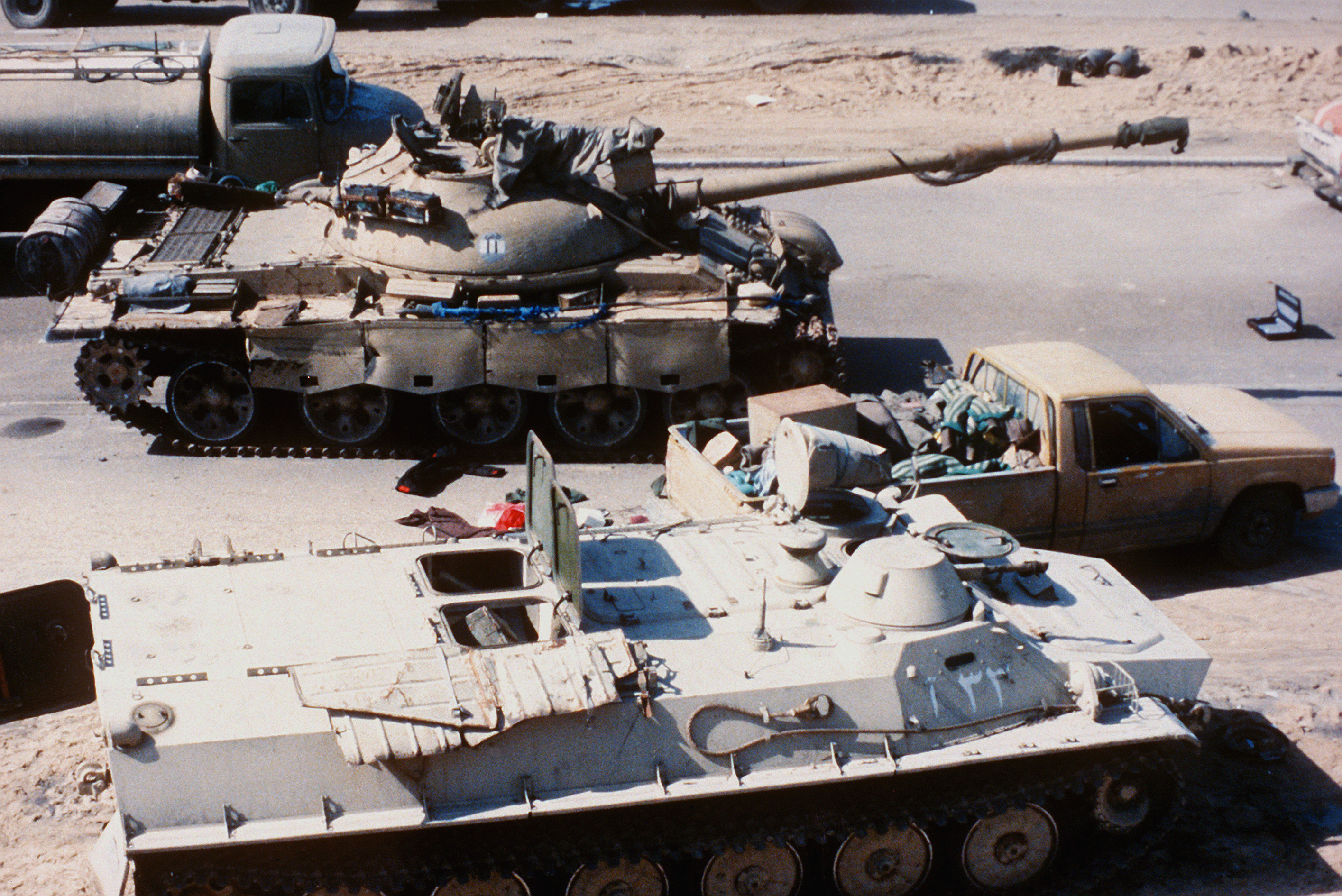
Irácký T-62 opuštěný za války v Zálivu spolu s další technikou na „dálnici smrti“

- Spojené státy americké (několik kořistných exemplářů užívaných k výcviku ve Fort Irwin National Training Center)[15]
- Sýrie
- Uzbekistán
- Vietnam
- Jemen
- Ukrajina[p 1]